# Stenowithius persimilis
Stenowithius persimilis är en spindeldjursart som beskrevs av Beier 1932. Stenowithius persimilis ingår i släktet Stenowithius och familjen Withiidae. Inga underarter finns listade i Catalogue of Life.